# Grundhof
Grundhof (dänisch: Grumtoft) ist eine Gemeinde im Kreis Schleswig-Flensburg in Schleswig-Holstein. Die Gemeinde ist ein staatlich anerkannter Erholungsort.

## Geographie

### Geographische Lage
Das Gemeindegebiet von Grundhof erstreckt sich in der naturräumlichen Haupteinheit Angeln, der Halbinsel zwischen der Flensburger Förde und der Schlei.

### Gemeindegliederung
Neben der Dorflage gleichen Namens, ein Kirchdorf, befinden sich die Dörfer Bönstrup (dänisch Bønstrup) und Lutzhöft (dänisch Lyshøj), daneben auch die Häusergruppen Bückberg, Kattberg, Lundsgaard und Mariengaard, außerdem die Hofsiedlungen Bundeslund und Reumoos, als auch die Streusiedlung Grundhoffeld als weitere Wohnplätze im Gemeindegebiet.

### Nachbargemeinden
Direkt angrenzende Gemeindegebiete von Grundhof sind:
|       | Langballig                                  |          |
| Husby | Kompassrose, die auf Nachbargemeinden zeigt | Dollerup |
|       | Sörup                                       |          |

## Geschichte

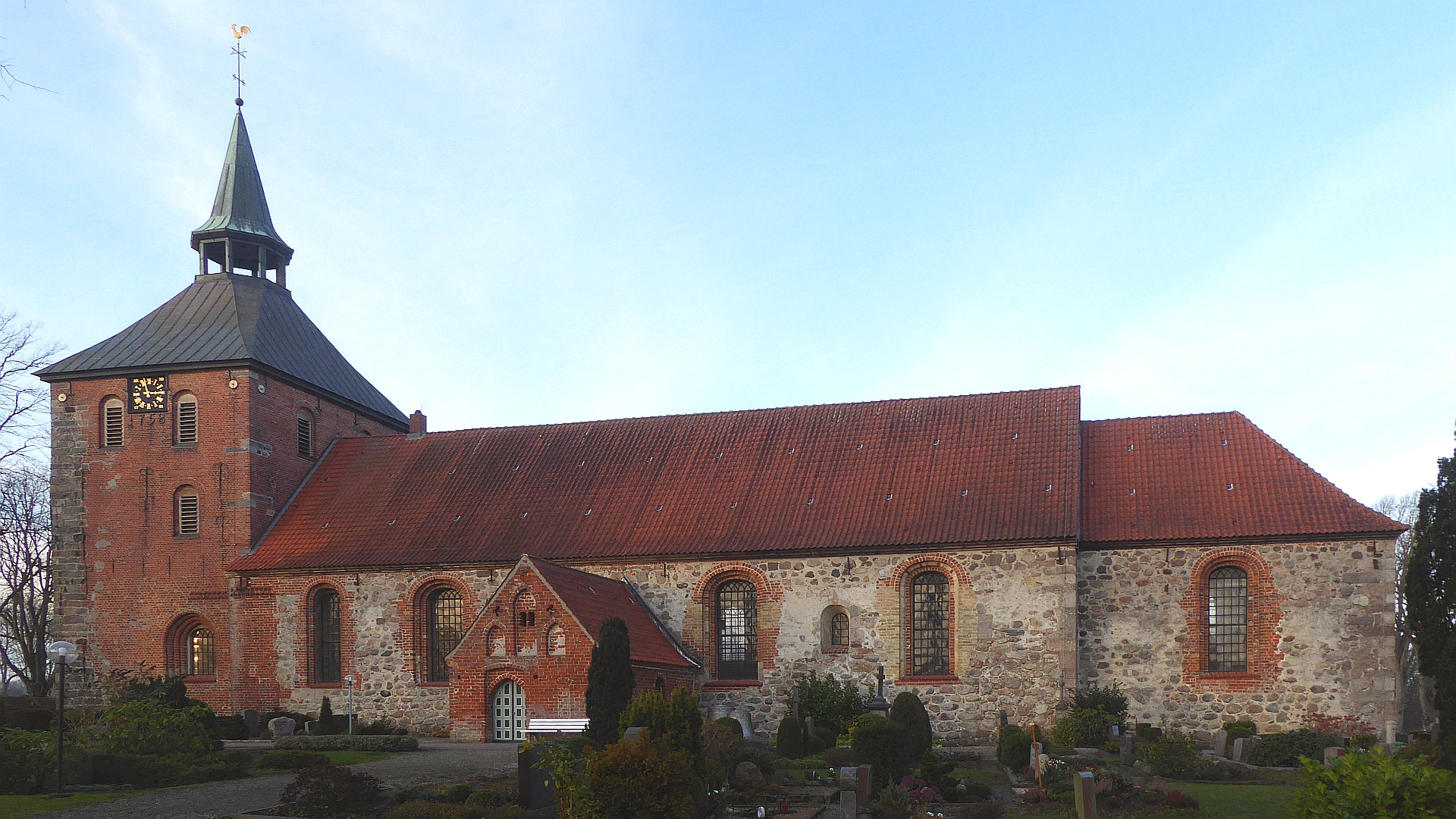
Feldsteinkirche St. Marien aus dem 12. Jahrhundert (Foto 2018)

Grundhof wurde 1209 erstmals als Grumetold (Siedlungsplatz der Grumi) erwähnt.
Die spätromanische Feldsteinkirche St. Marien wurde im 12. Jahrhundert erbaut. Viele der Taufbecken und Kirchenportale auf der Kimbrischen Halbinsel stammen aus dem 13. Jahrhundert. Diejenigen aus der Werkstatt des Steinmetzen Horder, von dem als Lebensdatum einzig das Jahr 1175 belegt ist, haben charakteristische Verzierungen aus Tauwerk und Akanthusranken. Ihm werden (nach Weilbachs Kunstnerleksikon) 16 Werke darunter der Taufstein in der Grumtofte Kirke zugeschrieben. Der Kirchhof ist von einer wehrhaften Feldsteinmauer umgeben. Im Jahre 1209 wies Bischof Nicolaus von Schleswig dem Rudekloster im heutigen Glücksburg den Bischofszehnten zu. Diese Steuer wurde erst in der Reformation wieder abgeschafft. 1757 bis 1763 ist die Kirche nach einem Brand im Stil der Zeit im Innern zu einer barocken Saalkirche umgebaut worden. Seither schmücken sie eine Empore mit 57 biblischen Ölbildern, ein barocker Altar, eine geschnitzte Kanzel und eine berühmte Orgel.
Zu Zeiten der dänischen Herrschaft (bis 1864) lag Grundhof im Herzogtum Schleswig in der Husbyharde. Diese Harde erstreckte sich bis zur Flensburger Stadtgrenze. Innerhalb der Harde war Grundhof der Mittelpunkt der Langballig-Dolleruper Trint. Die drei Güter Freienwillen, Lundsgaard und Unewatt gehörten zwar zum Amt Grundhof, hatten aber eine eigenständige Verwaltung und Gerichtsbarkeit.
In Preußen gehörte Grundhof ab 1867 zur Hardevogtei Glücksburg.
Die nach der Familie Lund benannte Gutsanlage Lundsgaard stammt aus dem 15. Jahrhundert. Das Gut befindet sich heute in Privatbesitz und wird heute als Saatzuchtbetrieb bewirtschaftet.
Am 22. Mai 1945 wurde in Grundhof Hugo Standte von Marineangehörigen erschossen. Das Oberkommando der Kriegsmarine in Meierwik (im Sonderbereich Mürwik) bestätigte bis zum 15. Mai 1945 Todesurteile im norddeutschen Raum und Norwegen, mit der anschließenden Forderung sie zu vollstrecken. Danach glaubten einzelne Wehrmachtsangehörige im Angelner Hinterland aber noch, dass sie mittels Erschießungen die „Marinezucht“ weiterhin aufrechterhalten müssten.
Im Jahr 1986 gewann Grundhof die Silberplakette im Bundeswettbewerb Unser Dorf soll schöner werden – Unser Dorf hat Zukunft und war 1996 Landessieger im Wettbewerb Umweltfreundliche Gemeinde.

## Politik

### Gemeindevertretung
Bei der Kommunalwahl am 14. Mai 2023 wurden insgesamt elf Sitze vergeben. Von diesen erhielt die CDU sechs Sitze, die Kommunale Wählergemeinschaft Grundhof drei Sitze und die SPD zwei Sitze.

### Wappen
Blasonierung: „Gespalten von Gold und Blau. Vorn ein blaues Ankerkreuz, hinten übereinander drei goldene Rosen mit blauen Butzen und grünen Kelchblättern.“

## Wirtschaft
Die Gemeinde ist überwiegend landwirtschaftlich geprägt. Es sind auch noch die landschaftstypischen Dreiseithöfe vorhanden, bei denen sich die Hofgebäude hufeisenförmig um eine zentrale Fläche gruppieren.

## Kultur und Sehenswürdigkeiten
In der Liste der Kulturdenkmale in Grundhof stehen die in der Denkmalliste des Landes Schleswig-Holstein eingetragenen Kulturdenkmale.

## Landjugend
Die Landjugend Grundhof ist 1953 aus dem landwirtschaftlichen Casino hervorgegangen und ist somit die älteste durchgehend existierende Landjugend im Kreisgebiet Schleswig-Flensburg. Derzeit hat die Landjugend etwa 40 aktive Mitglieder. Jedes Jahr veranstaltet die Landjugend Grundhof ein Scheunenfest in Ellgaard.
Im Oktober 2012 besuchte ein Fernsehteam der ARD im Rahmen der Sendung Klub Konkret die Landjugend Grundhof, um das Leben von Jugendlichen auf dem Land zu dokumentieren.
Im November 2013 wurde das 60-jährige Bestehen der Landjugendgruppe gefeiert. Viele Gäste und ehemalige Mitglieder sowie Vorstände waren dort zu Gast. Auch der CDU-Politiker und ehemalige Bundestagsabgeordnete Wolfgang Börnsen war Mitglied sowie Vorstand der Landjugend Grundhof.

## Persönlichkeiten
- Carl Friedrich Vollertsen (* 1792 in Grundhof; gefallen am 29. September 1850 bei Tönning), schleswig-holsteinischer Gutsbesitzer und Abgeordneter
- Diedrich Harries (1791–1857), 1834 bis 1851 Diaconus (2. Pastor) in Grundhof, Altertumsforscher
- Curt von Gottberg (1896–1945), hochrangiges Mitglied der SS und Kriegsverbrecher, beging in Lutzhöft Suizid